# Chương trình nhắn tin nhanh
Dưới đây là danh sách các chương trình nhắn tin nhanh tại máy khách.

## Chính thức
- AOL Messenger
- Google Talk
- ICQ
- MSN Messenger
- Skype
- Windows Messenger
- Yahoo! Messenger

## Các chương trình khác
- VN Messenger

## Hãng thứ 3

### Nhiều giao thức
- Adium
- aMSN
- Easy message
- Gaim
- Trillian
- Yamigo (dùng cho điện thoại di động)

### Một giao thức
- Kadu  Lưu trữ ngày 22 tháng 1 năm 2022 tại Wayback Machine
- Licq
- mICQ